# Синявинские Выселки
Синявинские Выселки — опустевшая деревня в Плавском районе Тульской области в составе Пригородного сельского поселения

## География
Деревня находится в юго-западной части Тульской области на расстоянии приблизительно 5 км на северо-запад по прямой от города Плавск, административного центра района.

## История
В 1926 году здесь было учтено 55 дворов, в конце 1930-х годов — 47.

## Население
Постоянное население составляло 294 человека (1926 год), 2 (русские 100 %) в 2002 году, 0 в 2010.